# St. Charles (Arkansas)
St. Charles – miasto w Stanach Zjednoczonych, w stanie Arkansas, w hrabstwie Arkansas.